# Пуризм (мистецтво)
Пуризм (фр. purisme від pur — «чистий») — течія у живопису та архітектурі XX століття, створена французьким художником Амеде Озанфаном і архітектором Ле Корбюзьє в 1918 році (з підписанням ними свого маніфесту Après le cubisme — «Після кубізму»). Напрям ставив за мету пошук естетичної ясності, точності, автентичності в зображенні.